# 유석질의론
《유석질의론》(儒釋質疑論)은 조선(1392~1897) 전기의 승려인 기화(己和: 1376~1433)가 유 · 불 · 도 3교 중 특히 유교와 불교의 차이점 및 불교의 진리를 설명한 책이다.
그는 첫머리에서 “3교의 도는 모두 마음을 근본으로 하나 유자(儒者)는 그 적(迹), 곧 발자취를 파들어가고, 불자(佛者)는 그 진(眞)에 일치해 가고 그 둘 사이에 접하며, 이들 둘을 결합시키는 것이 노씨지도(老氏之道: 도교)이다”라고 하였다.
《유석질의론》은 사상사적인 관점에서 매우 중요한 의의를 지니 문헌이다.

## 참고 문헌
- 이 문서에는 다음커뮤니케이션(현 카카오)에서 GFDL 또는 CC-SA 라이선스로 배포한 글로벌 세계대백과사전의 내용을 기초로 작성된 글이 포함되어 있습니다.